# Sri-Mahamariamman-Tempel Saar

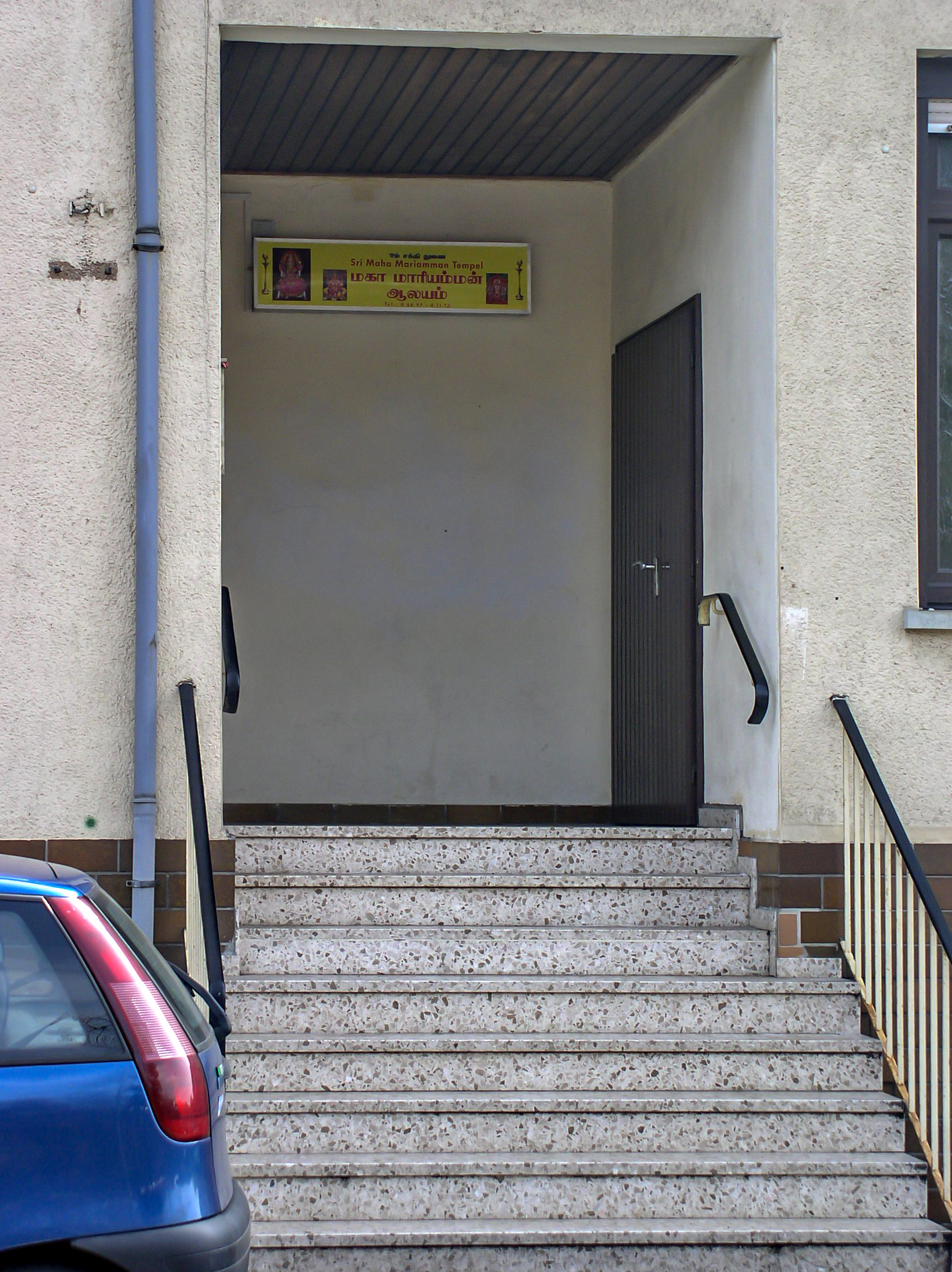
Eingang zum Tempel

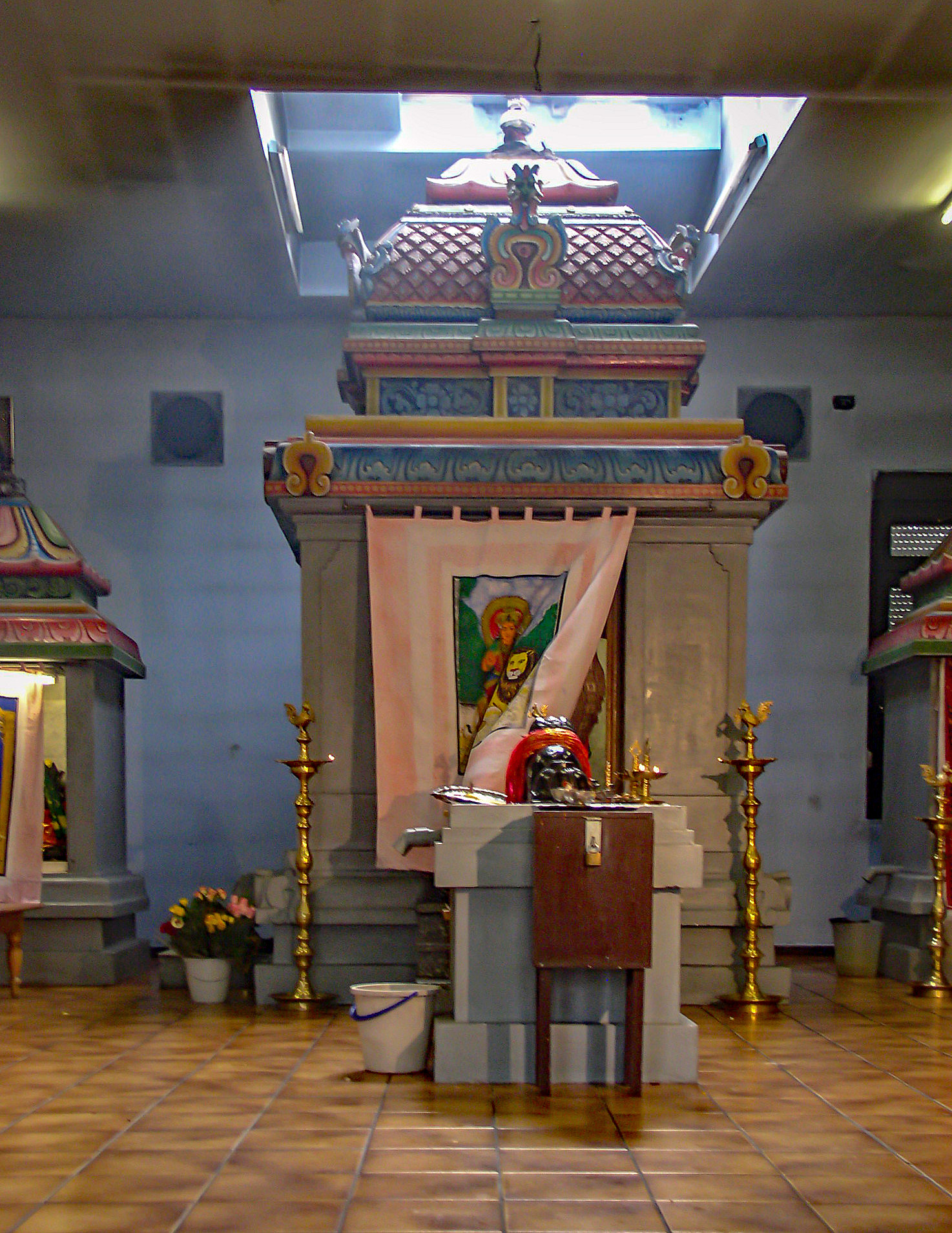
Innenraum des Tempels

Der Sri Mahamariamman Tempel e. V. Saar ist ein Hindutempel im saarländischen Sulzbach-Altenwald.

## Geschichte
Der Tempel wurde im Jahre 1994 in dem Gebäude und auf dem Gelände einer ehemaligen Gaststätte errichtet. Die Hindustätte ist einer der ersten Tempel in Deutschland und flächenmäßig der größte im Südwesten. Die Gemeinde umfasst das Saarland, Luxemburg und angrenzende Ortschaften von Frankreich, Baden-Württemberg und Rheinland-Pfalz. Der Tempel ist Sri Maha Mariamman, der hauptindischen Muttergöttin, gewidmet. Die Gläubigen sehen in der Göttin ihre eigene Mutter. Sie sorgt für Wohlergehen, Gesundheit, ist Begleiterin in schweren Tagen. Sri Maha Mariamman sitzt in dem großen prachtvollen Schrein in der Mitte des Raumes. Sie hat prunkvolle Gewänder an und ist mit vielen Blumen geschmückt. Zudem werden hier in Schreinen auch Gottheiten wie Ganesha, Murugan, Shiva, Vairavar und die Navagrahas verehrt.